# 57 v.Chr.
Het jaar 57 v.Chr. is een jaartal volgens de christelijke jaartelling.

## Gebeurtenissen

### Italië
- In Rome worden Publius Cornelius Lentulus en Quintus Caecilius Metellus, door de Senaat gekozen tot consul van het Imperium Romanum.
- Marcus Tullius Cicero teruggekeerd uit ballingschap, organiseert 15 dagen feest ter ere van Julius Caesar en zijn overwinningen in Gallië.
- Winter - De Romeinen vestigen bij Octodurus (Zwitserland) een Romeins legerkamp, om de bevoorrading door de Alpenpassen veilig te stellen. Legio XII weert verwoede aanvallen af van Keltische bergstammen.

### Gallië
- Mei - Julius Caesar verslaat met het Romeinse leger (8 legioenen), de Belgae (± 110.000 man) in de Slag bij de Aisne.
- De Gallische stammen Ambiani en de Bellovaci worden door de Romeinen onderworpen, de Remi sluiten een bondgenootschap.
- Juli - Slag aan de Sabis: Julius Caesar verslaat aan de rivier de Selle de Belgae. Het Romeinse leger wordt in de veldslag door de Nerviërs ingesloten, Legio X, Legio XIII en Legio XIV weten de Galliërs te vernietigen.
- September - De Romeinen belegeren Atuatuca (huidige Tongeren), een versterkt heuvelfort (oppidum) van de Germaanse stam de Aduatuci. Mogelijk ook de citadel van Namen. Na de inname worden 53.000 bewoners als slaven afgevoerd naar Rome.[1]

### Nederlanden
- Eerste beschreven geschiedenis door Romeinse veldheer Julius Caesar vastgelegd in Commentarii de Bello Gallico.
- Ten noorden van de Rijn de Frisii (Friezen), de Marsacii op de Zeeuwse eilanden en de Toxandri in Campina (Kempen)
- Julius Caesar belegert de Aduatuci bij Thuin.

### Egypte
- In Alexandrië wordt Cleopatra VI door paleisintriges vermoord, Berenice IV eist de alleenheerschappij op over Egypte.

### Parthië
- Orodes II (57 - 38 v.Chr.) volgt zijn vader Phraates III op als koning van het Parthische Rijk. Mithridates III regeert in Medië en komt in opstand tegen zijn broer.

### Azië
- Op het Koreaanse schiereiland ontstaat in het zuidoosten het koninkrijk Saro (Silla) dat zich onafhankelijk van de Chinese Han-dynastie verklaart. Dit is het begin van de Drie koninkrijken van Korea.

## Overleden
- Cleopatra VI (~95 v.Chr. - ~57 v.Chr.), koningin van Egypte en moeder van Cleopatra VII (38)